# BJ Botha
Brendon James Botha, detto BJ (Durban, 4 gennaio 1980), è un ex rugbista a 15 sudafricano, attivo in carriera nel ruolo di pilone per Sharks, Munster e Ulster nonché campione del mondo nel 2007 con gli Springbok.

## Biografia
Professionista dal 2001, anno dell'esordio in Super Rugby con la franchise sudafricana degli Sharks, fece la sua prima apparizione internazionale con gli Springbok nel corso del Tri Nations 2006 contro la Nuova Zelanda; l'anno successivo fu presente alla Coppa del Mondo di rugby 2007 in Francia, in cui il Sudafrica si laureò campione del mondo.
Nel 2008 Botha si trasferì in Europa nella franchise nordirlandese dell'Ulster in Celtic League.
Nel 2011, giunto alla terza stagione con il club di Belfast, prese la decisione di trasferirsi e, più tardi nell'anno, fu ufficializzato il suo passaggio al Munster.
Botha vanta anche due inviti nei Barbarians, nel 2009, in occasione di due incontri di metà anno contro i XV di Inghilterra e Australia.

## Palmarès
- Coppe del mondo: 1
Sudafrica: 2007